# Konstantin 3. (Vestromerske rige)
Flavius Claudius Constantinus, kendt som Konstantin 3. (død 411), var en romersk general, der i 407 i Britannien (England) blev udråbt til Vestromersk kejser. Samme år tog han sine tropper med til Gallien (Frankrig), og i 409 blev han anerkendt som medkejser af kejser Honorius. Efter en serie nederlag måtte han overgive sig i 411, og han blev henrettet kort efter.

## Baggrund
Britannien havde som en af rigets fjerneste besiddelser ikke den store indflydelse på rigets ledelse, men soldaterne i provinsen gjorde flere gange oprør, og valgte deres egne modkejsere. I 406 udråbte soldaterne først Marcus til kejser, og derefter Gratian. I 407 blev de trætte af ham og kårede i stedet generalen Flavius Claudius Constantinus (Konstantin) til kejser. Situationen i 407 var den, at alanerne, vandalerne og sveberne havde forladt deres hidtidige landområder og havde krydset Rhinen nær Mainz den 31. december 406. De germanske stammer hærgede nu i Gallien, og Konstantin besluttede at tage de romerske tropper over Kanalen, hvor de gik i land i Boulogne i foråret 407. J.B. Bury antager, at Konstantin tog det meste af felthæren i England med sig, så der herefter kun var lokale garnisoner tilbage i landet. Den legitime kejser af det vestromerske rige var Honorius, men han havde lige siden sin kroning i 395 været styret af hærens øverstbefalende, Stilicho.

## Modkejser 407-409
I løbet af sommeren 407 tog Konstantin kontakt med de resterende tropper ved Rhinen og med de stammer langs floden, der havde status som forbundsfæller (foederati). Tropperne anerkendte ham som deres kejser, samtidigt med at de germanske invasionsstyrker fortsatte deres plyndringer længere sydpå i Gallien. Den vestromerske øverstkommanderende, Stilicho, var egentlig i gang med at forberede en kampagne mod øst, så i første omgang kunne han kun afse en begrænset styrke til en kampagne i Gallien, under den gotiske general Sarus. Konstantin sendte i første omgang også kun en mindre styrke af sted, ledet af generalerne Iustinianus og Nebiogastes, hvor sidstnævnte omtales som franker. Denne styrke blev først indesluttet af Sarus i Valence, og da de efterfølgende gik til modangreb, blev de besejret af Sarus, og Nebiogastes blev dræbt. Konstantin sendte imidlertid endnu en hærafdeling under generalerne Edobichus og Gerontius, og så måtte Sarus trække sig tilbage til Italien. Historikeren Zosimus fortæller, at hans hær var så svækket, at den på sin vej gennem alpepassene var nødt til at betale til de lokale, oprørske bønder, bagaudae, for at få lov til at slippe igennem. Konstantin kunne herefter placere garnisoner i passene til Italien, lige som havde sikret grænsen langs Rhinen. I maj 408 var byen Arles officielt blevet hans hovedstad, og han udnævnte den gallisk-romerske adelsmand Apollinaris til præfekt over Gallien.
I sommeren 408 indledte Konstantin en ny offensiv for at undgå at komme i klemme mellem de vestromerske tropper i henholdsvis Italien og Spanien. Alpepassene mod Italien blev som nævnt bevogtet, men i Spanien havde kejser Honorius adskillige familiemedlemmer, da det Theodosianske dynasti stammede derfra.Zosimus nævner fire af kejserens familiemedlemmer, og beretter om, hvordan de samlede tropper i Spanien. Konstantin udnævnte sin ældste søn Constans til medkejser (caesar) og sendte ham til Spanien med tropper ledet af generalen Gerontius. De fire kejserlige slægtninge blev hurtigt nedkæmpet. To af dem (Verenianus og Didymius) blev taget til fange, mens de øvrige to (Theodosius og Lagodius) undslap til Italien og Konstantinopel.
I august 408 gjorde nogle af de romerske tropper i Italien oprør, som led i en paladsrevolution, der førte til, at kejserrigets hidtidige stærke mand, Stilicho, blev henrettet 22. august 408. Senere i 408 invaderede den gotiske kong Alarik Italien, så situationen var ret kaotisk, da Konstantin i foråret 409 sendte forhandlere til hoffet i Ravenna, for at få en aftale med Honorius. Honorius anerkendte Konstantin som medkejser, og som en af begrundelserne nævnes, at han håbede at få løsladt sine fangne slægtninge. Bury fortæller imidlertid, at de allerede var henrettet, da forhandlingerne fandt sted. Ved en senere forhandling lovede Konstantins udsendinge at sende tropper til Italien for at hjælpe med at nedkæmpe Alarik, og det nævnes som årsagen til, at Konstantin blev tildelt titlen som en af consulerne for året 409.

## Medkejser 409-411
I begyndelsen af 409 var Konstantin på magtens tinde. Hans tropper beherskede det meste af Gallien (Frankrig) og Spanien, han var anerkendt som medkejser, og var tillige consul. Konstantin agtede at indfri løftet om at sende tropper til Italien, for at fordrive Alarik, men sammen med den nye vestromerske hærfører Allobichus havde han tilsyneladende planlagt, at felttoget også skulle afslutte kejser Honorius regeringstid. På den måde skulle Italien føjes til hans besiddelser..
Herefter begyndte det imidlertid at gå skævt. I september 409 var vandaler, sveber og alaner efter to år og otte måneders plyndringer i Gallien nået til Pyrenæerne. Det var general Gerontius opgave at bevogte passene ind mod Spanien, men han gjorde i stedet oprør mod Konstantin og udråbte sin egen kandidat, Maximus, til modkejser, og barbarerne passerede uhindret. I 409 fik Konstantin også besked om, at de embedsmænd, han havde indsat til at styre Britannien, var blevet sat fra bestillingen, da det gik op for befolkningen i England, at de var blevet efterladt uden nævneværdig beskyttelse mod deres krigeriske og plyndringslystne naboer. Felttoget til Italien gik ligeledes i vasken. General Allobichus blev myrdet efter ordre fra den nye magthaver i Italien, Constantius, og Konstantin måtte vende om, og var tilbage i Gallien i foråret 410.
I Spanien allierede Gerontius sig med nogle af de invaderende germanere, og han indledte en offensiv i Gallien. Konstantins søn Constans blev fanget og dræbt i Vienne i 411, og derpå drog hæren ned langs Rhone-floden og indledte en belejring af Konstantin i Arles. I det nordlige Gallien gjorde adelsmanden Jovinus oprør og udråbte sig selv til modkejser. Efter at goterne havde plyndret Rom i 410 var de fortsat mod syd, men da Alarik døde samme år, besluttede den nye konge, Ataulf, at føre sit folk ind i Gallien, og dermed fik den vestromerske hær endelig mulighed for at foretage et angreb på Konstantin. I 411 stod Constantius foran Arles. Først gjorde han kort proces med Gerontius' belejringsstyrker. Den slagne general trak sig tilbage til Spanien, men da hans tropper gik over til Constantius, så han ingen anden udvej end at begå selvmord. Hans kejser, Maximus, i Spanien, gjorde sig hastigt usynlig - efter sigende ved at flygte til de alanske, vandalske eller svebiske områder i landet. Konstantin havde endnu en general i Gallien, Edobichus, og han samlede de resterende soldater, inklusive frankiske og alemanniske hjælpetropper, og drog mod Arles for at undsætte sin kejser. Også disse tropper blev overvundet af Constantius, og Konstantin var nu parat til at forhandle. Han fik løfte om at beholde livet, mod at overgive sig til kejser Honorius i Ravenna. Undervejs blev han myrdet, og det var kun hans afhuggede hoved, der nåede frem til Ravenna 18. september 411.

## Folkesagn
Konstantin 3. bliver i sagnene også omtalt som Konstantin 2. af Britannien. Han nævnes som en af briternes sagnkonger i walisiske krøniker og i Geoffrey af Monmouths meget udbredte Historia Regum Britanniae. Her omtales han som efterfølger for Gracianus Municeps, der bliver myrdet. Geoffrey ser ud til at have blandet Konstantin sammen med en konge fra Cornwall, Custennin Gorneu, hvis navn også stammer fra det latinske Constantinus. Geoffrey har formentlig fundet navnet i walisiske krøniker, og det er på den måde lykkedes ham at forvirre adskillige senere historikere, skønt hans omtale af Konstantin - bortset fra navnet - ikke har noget til fælles med den historiske person.